# Horní Lipovsko
Horní Lipovsko (německy Ober Lipov) je název zaniklé osady, části vesnice Vranov v okrese České Budějovice v Jihočeském kraji. Nacházela se v nadmořské výšce 340 m n. m. na pravém břehu řeky Vltavy. Zhruba 700 metrů po proudu na levém břehu stálo Dolní Lipovsko. Obě Lipovska byla zbořena na konci 50. let 20. století v souvislosti s výstavbou orlické vodní nádrže. Nad bývalou osadou se nachází kemp.

## Horní Lipovsko

### Popis
Horní Lipovsko (na mapách též U Papírny, Na Lipovským, Lipovský mlýn) získalo jméno po Adamu Lipovském z Lipovic. Ten po konfiskaci dražíčského panství Janu Svatkovskému z Dobrohoště za účast v povstání zabavené statky roku 1623 za 5220 kop koupil a na jejich hranicích u Vltavy založil osadu.
Horní Lipovsko patřilo v roce 1843 v rámci alodiálního panského velkostatku Dražíč (Dražice) do majetku Karla knížete z Parru. Zde je uváděno jako část vesnice Vranov. V této době osadu tvořily čtyři konskripční čísla s mlýnem, pilou, papírnou a přívozem, ve kterých bydlelo osm obyvatel.
Mlýn s pilou (dříve čp. 12, později čp. 13) prodal roku 1783 majitel panství svobodný pán z Támů Janu Mrzenovi, mistru mlynářskému z Tábora. Mlynáři z rodu Mrzenů na mlýně hospodařili ještě v 80. letech 19. století, kdy je uváděna jeho majitelka Anna Mrzenová a stárek Antonín Omcirk, později vlastnící mlýn v Dolním Lipovsku. Nejpozději v roce 1890 mění mlýn majitele, kterým se stal Josef Fähnrich.
Papírna (čp. 13), která zde existovala již před rokem 1731, byla v roce 1788 postoupena Karlu Holubovi. Přestože ji koupil na základě emfyteutického práva, vzdala se vrchnost po jeho smrti předkupního práva a dům se živností zůstal jeho synu Antonínovi. R. 1803 získala v osobě továrníka Josefa Frühstückera nového majitele. V polovině 18. století papírna vyráběla kancelářský, hnědý a černý papír v nákladu až 50 balíků ročně. Zanikla krátce po roce 1851.
Domek s právem převozním (čp. 10) koupil roku 1803 Jan Lidinský. Rod Lidinských zde udržel živnost až do zatopení osady. Na přelomu 19. a 20. století zde postupně převáželi Jan Lidinský, jeho syn Karel a Karlova manželka Anna.
Jižně od osady se na pravém břehu nacházela plavecká hospoda Na Zelené, přes řeku potom samota Řeřábek (Řežábek).
První světová válka si vyžádala životy dvou lipovských obyvatel – Emanuela Hajského a převozníka Karla Lidinského. Druhý jmenovaný je uveden i na pomníku padlým v Dražíči.

### Lannův kříž

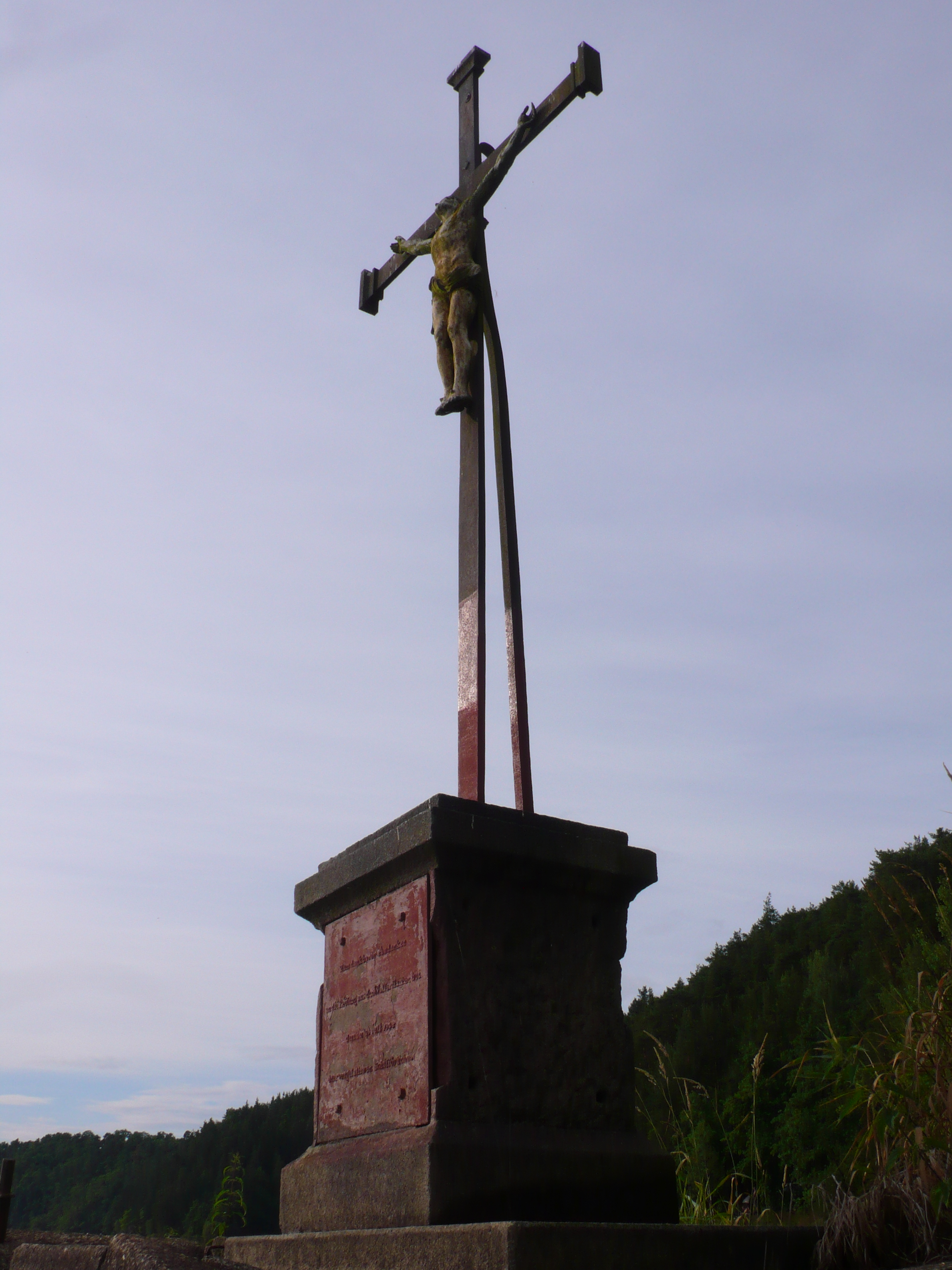
Lannův kříž u Vltavy

V pravotočivém zákrutu řeky byla propust v jezu nebezpečně založena po pravé straně. Když se zde na šífu plavil dne 2. července 1824 devatenáctiletý Vojtěch Lanna starší, plavec Jan Vodrážka z Purkarce nezvládl řízení, loď se rozlomila a budoucí podnikatel se začal topit. Zachránil jej až pohotový mládek Jan Mrzena.
Na paměť této události nechal Lanna na mramorovém podstavci s popisem události vztyčit litinový kříž.
Kvůli erozi břehu byl kříž v roce 1852 přenesen do Týna nad Vltavou a umístěn na dům v Horním Brašově čp. 13. Na Lipovsku na skále nad řekou následně vztyčili kříž nový.

### Správa
Na Lothově mapě z roku 1847 je Horní Lipovsko zakresleno v hranicích historického Táborského kraje. Stejná místní příslušnost platila pro osadu i v době krajského zřízení v letech 1855–1862. Od roku 1948 až do svého zániku příslušela obec do Českobudějovického kraje.
Soudně spadala obec do okresu Bechyně.
Církevní správu vykonávala římskokatolická farnost Chrášťany s farním kostelem sv. Bartoloměje.